# The Philosopher's Stone
The Philosopher's Stone es un álbum recopilatorio del músico norirlandés Van Morrison, publicado por la compañía discográfica Polydor Records en junio de 1998. Las canciones publicadas en el recopilatorio son tomas descartadas y grabadas entre 1969 y 1988, veinticinco de ellas inéditas y las restantes versiones alternativas de canciones conocidas como «The Street Only Knew Your Name», «Wonderful Remark», «Real Real Gone», «Joyous Sound», «Flamingos Fly» y «Bright Side of the Road». 
Tres canciones fueron grabadas para Mechanical Bliss, un álbum que Morrison nunca llegó a publicar: «Twilight Zone», «Foggy Mountain Top» y «Flamingos Fly», todas ellas mezcladas en 1974.

## Publicación
The Philosopher's Stone fue originalmente programado para publicarse en julio de 1996. Cuando finalmente fue publicado, algunas canciones habían sido cambiadas: "When I Deliver", "John Brown's Body" y "I'm Ready" fueron reemplazadas por "The Street Only Knew Your Name", "Western Plains" y "Joyous Sound". "John Brown's Body" y "I'm Ready" fueron publicados también como cara B del sencillode 1999 «Back on Top».

## Grabación
Gran parte de las fechas de grabación incluidas en las notas del álbum son, según Clinton Heylin, incorrectas. Así, «Really Don't Know» fue grabada en 1969 y no en 1971. Los temas que se trasladan desde «Wonderful Remark» hasta «Drumshanbo Hustle» tampoco fueron grabados en 1973, sino en 1972, mientras que «There There Child» lo fue en 1976, y no en 1972. En el segundo disco, «John Henry» data del año 1977, aunque en la realidad fue grabado dos años antes, puesto que en 1977 Morrison no entró en el estudio de grabación. Además, «Crazy Jane on God» fue grabado con Moving Hearts en 1983, así como las grabaciones con el grupo en A Sense of Wonder, aunque la fecha que aparece en The Philosopher's Stone es 1984.
Scott Thomas escribió en la revista Wavelenght: «Todo en The Philosopher's Stone, desde su formato hasta su envoltorio e incluso la selección de canciones, parece haber sido diseñado para divorciar a los temas de su entorno clásico... Cuando abrimos el disco, no hay publicaciones, no hay entrevistas, tampoco fotos de archivo, sólo letras, y algunas transcritas incorrectamente, y créditos que incluyen el año de la sesión de grabación».

## Lista de canciones
Todas las canciones escritas y compuestas por Van Morrison excepto donde se anota. 
| Disco uno |                                            |                             |          |  |
| N.º       | Título                                     | Escritor(es)                | Duración |  |
| 1.        | «Really Don't Know»                        |                             | 3:37     |  |
| 2.        | «Ordinary People»                          |                             | 5:20     |  |
| 3.        | «Wonderful Remark»                         |                             | 8:01     |  |
| 4.        | «Not Supposed to Break Down»               |                             | 5:24     |  |
| 5.        | «Laughing in the Wind»                     |                             | 4:10     |  |
| 6.        | «Madame Joy»                               |                             | 4:23     |  |
| 7.        | «Contemplation Rose»                       |                             | 5:15     |  |
| 8.        | «Don't Worry About Tomorrow»               |                             | 5:20     |  |
| 9.        | «4 O'Clock in the Morning (Try for Sleep)» | Van Morrison, John Platania | 6:05     |  |
| 10.       | «Lover's Prayer»                           |                             | 3:57     |  |
| 11.       | «Drumshanbo Hustle»                        |                             | 4:48     |  |
| 12.       | «Twilight Zone»                            |                             | 8:23     |  |
| 13.       | «Foggy Mountain Top»                       |                             | 5:27     |  |
| 14.       | «Naked in the Jungle»                      |                             | 4:36     |  |
| 15.       | «There There Child»                        | Van Morrison, John Platania | 3:01     |  |

| Disco dos |                                  |                                       |          |  |
| N.º       | Título                           | Escritor(es)                          | Duración |  |
| 1.        | «The Street Only Knew Your Name» |                                       | 6:25     |  |
| 2.        | «John Henry»                     | Tradicional                           | 5:48     |  |
| 3.        | «Western Plain»                  | Leadbelly, John Lomax                 | 5:42     |  |
| 4.        | «Joyous Sound»                   |                                       | 2:30     |  |
| 5.        | «I Have Finally Come to Realise» |                                       | 5:09     |  |
| 6.        | «Flamingos Fly»                  |                                       | 6:28     |  |
| 7.        | «Stepping Out Queen, Pt. 2»      |                                       | 4:26     |  |
| 8.        | «Bright Side of the Road»        |                                       | 4:02     |  |
| 9.        | «Street Theory»                  |                                       | 4:54     |  |
| 10.       | «Real Real Gone»                 |                                       | 3:45     |  |
| 11.       | «Showbusiness»                   |                                       | 9:21     |  |
| 12.       | «For Mr. Thomas»                 | Robin Williamson                      | 4:15     |  |
| 13.       | «Crazy Jane on God»              | William Mathieu, William Butler Yeats | 4:05     |  |
| 14.       | «Song of Being a Child»          | Peter Handke, Van Morrison            | 4:09     |  |
| 15.       | «High Spirits»                   | Paddy Moloney, Van Morrison           | 4:21     |  |

## Personal
- Van Morrison: guitarra acústica, guitarra eléctrica, armónica, saxofón y voz
- June Boyce: coros
- Ronnie Montrose: guitarra y coros en «Wonderful Remark» y «Ordinary People»
- John Blakey, John Platania, Mick Cox, Chris Michie: guitarras
- Herbie Armstrong: guitarra rítmica
- Toni Marcus: violín
- Jules Broussard: flauta y saxofón tenor
- "Boots" Rolf Houston: flauta
- Jack Schroer: saxofón alto y barítono
- Collin Tilton, Pee Wee Ellis: saxofón tenor
- Bill Atwood: trompeta
- Mark Isham: trompeta, fliscorno y sintetizadores
- John Allair: piano y órgano
- Jeff Labes, Mark Jordan, Pete Wingfield: piano
- Smith Dobson: piano y piano eléctrico
- Bernie Krause: sintetizador moog
- John Klingberg, Bill Church, David Hayes, Jerome Rimson, Clive Culbertson: bajo
- Gary Mallaber, Connie Kay, Lee Charlton, Dahaud Shaar, Rick Schlosser, Peter Van Hooke, Tony Day, Tom Donlinger, Roy Jones, Dave Early: batería
- Jackie DeShannon, Judy Clay, Bianca Thornton, Pauline Lazano, Annie Stocking: coros
- Neil Drinkwater: teclados

## Posición en listas
| País           | Lista                    | Posición |
| -------------- | ------------------------ | -------- |
| Alemania       | Media Control Charts     | 52       |
| Australia      | ARIA Albums Chart        | 18       |
| Estados Unidos | Billboard 200            | 87       |
| Noruega        | Norwegian Albums Chart   | 11       |
| Nueva Zelanda  | New Zealand Music Charts | 17       |
| Países Bajos   | Mega Albums Top 100      | 80       |
| Reino Unido    | UK Albums Chart          | 20       |
| Suecia         | Swedish Albums Chart     | 14       |